# Ambivaretos
Los ambivaretos (en latín, Ambivareti) eran un pequeño pueblo galo de la Galia, cliente de los pujantes heduos, quienes los agruparon dentro de la coalición contra los romanos en el año 52 a. C. Su territorio dentro de la región de los heduos no está localizado con precisión.
Son conocidos por una mención de Julio César en sus Comentarios a la guerra de las Galias, donde aparecen al lado de los segusiavos, aulercos branovices y blanovios, como «vasallos» de sus vecinos los heduos (Libro VII.75.2). Hay una segunda mención, en ese mismo libro, capítulo 90, en el que César dice haber enviado entre los ambivaretos una legión, comandada por Gayo Antistio Regino.
No deben confundirse con los ambivaritos, que estaban al otro lado del Mosa (Comentarios..., libro IV, cap. 9).

## Wikisource
- Julio César, Comentarios a la guerra de las Galias, libro VII (en francés)